# Pinanga caesia
Pinanga caesia är en enhjärtbladig växtart som beskrevs av Carl Ludwig von Blume. Pinanga caesia ingår i släktet Pinanga och familjen Arecaceae. Inga underarter finns listade i Catalogue of Life.